# Phiếm hàm tuyến tính
Trong đại số tuyến tính, phiếm hàm tuyến tính (hay còn gọi là dạng vi phân bậc nhất) là một ánh xạ tuyến tính từ không gian vector đến trường vô hướng của nó.

## Định nghĩa
Cho {\displaystyle K} là một trường số và {\displaystyle V} là không gian vector của {\displaystyle K}, một ánh xạ {\displaystyle f:V\to K} được gọi là phiếm hàm tuyến tính, nếu tất cả vector {\displaystyle x,y\in V}  và đại lượng vô hướng {\displaystyle \lambda \in K} thỏa:
- {\displaystyle f(x+y)=f(x)+f(y)} (cộng tính);
- {\displaystyle f(\lambda x)=\lambda f(x)} (thuần nhất).

## Ví dụ

### Phiếm hàm tích phân
Một ví dụ điển hình của phiếm hàm tuyến tính là phép tính tích phân: ánh xạ tuyến tính được cho bởi
{\displaystyle I(f)=\int _{a}^{b}f(x)\,dx}
Nó là một phiếm hàm tuyến tính từ không gian véc-tơ C[a, b] các hàm liên tục trên đoạn [a, b] vào các số thực. Tính tuyến tính của I là hệ quả của các tính chất sau của phép tính tích phân:
{\displaystyle {\begin{aligned}I(f+g)&=\int _{a}^{b}[f(x)+g(x)]\,dx=\int _{a}^{b}f(x)\,dx+\int _{a}^{b}g(x)\,dx=I(f)+I(g)\\I(\alpha f)&=\int _{a}^{b}\alpha f(x)\,dx=\alpha \int _{a}^{b}f(x)\,dx=\alpha I(f).\end{aligned}}}

### Phiếm hàm đánh giá
Đặt Pn là không gian véc-tơ các đa thức bậc nhỏ hơn hoặc bằng n. Nếu c ∈ [a, b], ta đặt evc: Pn → R
{\displaystyle \operatorname {ev} _{c}f=f(c).}
và gọi nó là phiếm hàm đánh giá. Ánh xạ f → f(c) là tuyến tính bởi vì
{\displaystyle {\begin{aligned}(f+g)(c)&=f(c)+g(c)\\(\alpha f)(c)&=\alpha f(c).\end{aligned}}}